# Ускачи!
Ускачи! (енгл. Jump In!) је оригинални филм -а из 2007. године. Главне улоге глуме Корбин Блу и Кики Палмер. Филм се врти око младог боксера Изија Данијелса (Блу), који иде очевим стопама у нади да ће једног дана освојити Златне рукавице. Када га његова пријатељица Мери (Палмер) замоли да замени члана тима на турниру у прескакању конопца, Изи открива своју љубав према овом спорту. Истовремено се заљубљује у Мери и сукоби се са собом и својим оцем око бокса. Премијера филма била је 12. јануара на Disney Channel-у. Сниман је од јуна до јула 2006. у Торонту.

## Радња
Исадор „Изи” Данијелс (Корбин Блу) је боксерска звезда у Бруклину, који се нада да ће освојити Златне рукавице, као и његов отац и тренер Кенет (Дејвид Рајверс). Изи се такмичи у егзибиционом мечу против Роднија (Патрик Џонсон Млађи), с којим иде у разред и силеџијом из комшилука, и побеђује користећи стратегију и фокус, дајући му шансу да освоји.
Изијева комшиница Мери Томас (Кеке Палмер) бави се такмичењем у прескакању конопца и део је тима Веселих скакачица; иако се њих двоје често свађају, њихови пријатељи знају да су заљубљени. Изи доводи своју млађу сестру Карин (Кајли Расел) и њене пријатеље на регионално такмичење у прескакању конопца где гледају Мери и њене саиграчице, Шону (Шаника Ноулс), Кејшу (Лајван Грин) и Јоланду (Џаџубе Мандијела). Изи ужива у такмичењу, иако то покушава да сакрије. Веселе скакачице заузимају четврто место и једва се пласирају у градско финале. Узнемирена Мерином кореографијом слободног стила, Јоланда напушта тим и придружује се њиховим главним конкурентима, Змајевима прескакања. Веселе скакачице морају да нађу другог саиграча, иначе неће моћи да се такмиче. Не схватајући прескакање конопца озбиљно, Изи им се руга. Мери га затим изазива да проба да прескаче конопац и докаже да је то лако. Изи то и чини, с обзиром да прескаче конопац како би тренирао за бокс. Девојке убеђују Изија да буде привремена замена док не пронађу неког другог, а он тајно вежба са Веселим скакачицама пре школе у теретани свог оца.
Током наредних неколико дана Изи проводи све више времена с Веселим скакачицама и значајно напредује у прескакању конопца, али запоставља бокс. Тами (Ребека Вилијамс), боксерка из његове теретане, сазнаје да он тренира прескакање конопца али обећава да неће никоме рећи уколико он престане да је задиркује. Уз Изијеву помоћ, Веселе скакачице су направиле бољу тачку слободног стила. Изи пристаје да се трајно придружи тиму и предлаже да промене име у Хот Чили Степерс, на шта Мери пристаје. Изи планира да наступи са њима на изложби како би провежбали своју рутину. Тог дана се, међутим, појављује Изијев тата са улазницама за бокс меч. Изи иде са својим татом јер не жели да каже истину, због чега пропушта изложбу у прескакању конопца. Узнемирена, Мери га избацује из тима, игноришући његова извињења.
Родни је бесан због пораза од Изија и захтева реванш, али га Изи игнорише. Он открива Изијеву тајну и слика га, остављајући слике по целој школи, разоткривајући и исмевајући Изија. Након што је то видела, Мери покушава да убеди Изија да се врати, али он је хладно одбија. Кенет даје Изију поклон за његов боксерски меч, али открива слике које је Родни поставио и суочава се са Изијем због тога. Изи признаје да му није рекао истину, јер откако је Изијева мајка умрла, његов отац прича само о боксу. Изи признаје да више не воли тај спорт и да га тренира само због свог оца. Изи се извињава, Кенет прихвата извињење, а затим излази из собе.
Хот Чили Степерс долазе на градско финале са ужасном заменом док се Изи не појави. Он се извињава и Мери му опрашта. Појављују се Змајеви прескакања, са Јоландом и њиховом вођом Џином (Пола Бранкати), које се ругају Мери и њеним саиграчима. Мери се мења и не допушта да је то узнемири. Током такмичења, Степерси запањују Змајеве заузимањем првог места, док Змајеви заузимају друго. Змајеви заузимају прво место у такмичењу у брзини, а Степерси друго, што значи да је рунда слободним стилом одлучујућа. Тами се појављује са Изијевим пријатељима, Чаком и Ерлом (Мазин Елсадиг и Мајка Вилијамс), да би подржали Хот Чили Степерс. Родни такође долази да гледа такмичење. Непосредно пре слободног стила, Изи је изненађен када види свог оца и Карин. Хот Чили Степерс ступају на сцену, а Изи показује вештине које је научио, импресионирајући своје пријатеље и породицу. Након што заврше свој наступ, Кенет се извињава Изију, рекавши да је бокс био његов начин да остане близу Изија након што је Изијева мајка преминула. Он каже Изију да је поносан на њега и њих двоје се мире. Родни такође каже Изију да је импресиониран прескакањем конопца и нада се да ће му Изи показати потезе које је направио у рингу. Изи се слаже и они сазивају примирје.
Саопштавају се резултати, а Змајеви прескакања заузимају друго место. Пре него што се открије победник, екран се изненада заледи и појављује се група деце у боксерској теретани, која слушају Изијеву причу коју прича Родни. Он им каже да су Хот Чили Степерс отишли на државо такмичење, али су победили тек следеће године, а Мери и Изи су још увек заједно. Док шаље децу да се припреме, Родни се присећа тог дана, откривајући да су Хот Чили Степерс победили. Они са задовољством прихватају свој трофеј за прво место, задивљујући Змајеве прескакања. Филм се завршава тако што Хот Чили Степерс и Карин учи Кенета како да прескаче конопац.

## Улоге
| Глумац              | Улога                   |
| ------------------- | ----------------------- |
| Корбин Блу          | Исадор „Изи” Данијелс   |
| Кики Палмер         | Мери Томас              |
| Дејвид Рајверс      | Кенет Данијелс          |
| Шаника Ноулс        | Шона Луис               |
| Патрик Џонсон Млађи | Родни Тајлер            |
| Лајван Грин         | Кејша Реј               |
| Кајли Расел         | Карин Данијелс          |
| Ребека Вилијамс     | Тами Луис               |
| Џаџубе Мандијела    | Јоланда Брукс           |
| Мајка Вилијамс      | Ерл „” Џексон           |
| Харисон Хапин       | прескакач конопца бр. 1 |
| Мазин Елсадиг       | Чак Холи                |
| Пола Бранкати       | Џина                    |
| Џин Мак             | Феликс                  |

## Пријем
Ускачи! је оборио рекорд који је претходно држао филм Гепард девојке 2 и постао је најгледанији оригинални филм Disney Channel-а са 8,2 милиона гледалаца. Други је хит Корбина Блуа на Disney Channel-у и први Палмерове. Исте године рекорд за најгледанији филм оборио је Средњошколски мјузикл 2 (у ком такође глуми Блу), који је пратило 17,24 милиона гледалаца, поставши Блуов трећи хит на Disney Channel-у.

## Саундтрек
Саундтрек са песмама из филма, објављен је 9. јануара 2007. године. Дана 27. јануара 2007. дебитовао је на петом месту листе  200, са 49.000 продатих примерака, док се наредне седмице попео на треће место, продавши 57.000 примерака. Треће седмице пао је на девето место, продавши 44.000 примерака. У марту 2007. добио је златни сертификат Америчког удружења дискографских кућа. До 8. јула 2008. албум је продао преко 600.000 примерака у САД.
Френк Фицпатрик компоновао је музику филма и написао је и продуцирао две песме на саундтреку, укључујући сингл „Jump to the Rhythm”, у копродукцији са Китом Томасом коју изводи Џордан Пруит.

### Списак песама
1. „” — Кики Палмер
2. „” — Корбин Блу
3. „” — Себастијан Мего
4. „” — Џордан Пруит
5. „” — Кики Палмер
6. „” — Дру Сили
7. „” — Џини Ортега
8. „” — Кајл

### Пласмани
| Топ-листа (2007)                 | Највиша позиција |
| -------------------------------- | ---------------- |
| САД (Billboard 200)              | 5                |
| САД саундтрек албуми (Billboard) | 2                |

| Топ-листа (2007) | Позиција |
| ---------------- | -------- |
| САД 200          | 111      |
| САД ()           | 8        |